# MenaJet
MenaJet Lebanon s.a.l. es una aerolínea chárter libanesa con base en Beirut, Líbano. Opera vuelos a Turquía, Egipto y alrededores del Mediterráneo.Sus base de operaciones principales son el Aeropuerto Internacional de Beirut Rafic Hariri y el Aeropuerto Internacional de Sharjah.

## Historia
La aerolínea fue fundada en mayo de 2003 y comenzó a operar el 13 de agosto de 2004. Es propiedad de Al Zamil Group (45%), Gulf Finance House (45%) y otros (10%) y tiene 47 empleados (en marzo de 2007).

## Destinos
Los destinos de MenaJet están cambiando constantemente dado que se trata de una compañía charter. En verano, opera a destinos ofertados por una compañía que vende paquetes vacacionales, conocida como Nakhal. El resto del año, el tráfico de MenaJet se centra principalmente en el alquiler de aparatos con tripulación y charters no programados.

## Flota
La flota de MenaJet se compone de las siguientes aeronaves (en marzo de 2009):
- 1 Airbus A320-211